# Eggter

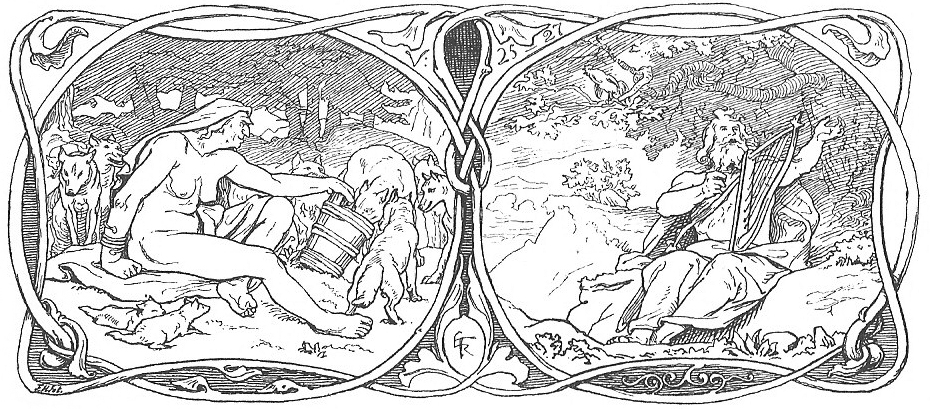
Eggter och Fjalar till höger, Järnskogens häxa till vänster. Illustration av Lorenz Frølich, 1895.

Eggter (norröna: Eggþér) är en jätte i nordisk mytologi. 
Det finns även en Eggter i Beowulfkvädet, som är Beowulfs fader.

## Nordisk mytologi
Han omtalas i Völuspá 42, där han sägs vara Järnskogens jättinnas herde. Denna jättinna nämns inte vid namn men är troligen identisk med den häxa som i strof 40 sägs fostra "Fenris ättlingar", varav en särskilt nämns: det är Hate, som när Ragnarök kommer, skall sluka månen. I så fall är hennes namn Angerboda, "sorgebebåderskan". Eggter sägs i strof 42 sitta på ättehögen skadeglatt spelande harpa. Vad som fröjdar honom är att tuppen Fjalar (norröna: Fjalarr), som sitter i en trädtopp över hans huvud, just har börjat gala – vilket är signalen till Ragnarök.
| Satt där på högen och slog harpan gygens värnare, den glade Eggder. Över honom gol i granskog med pors en fagerröd hane, som Fjalar heter. | Sat þar á haugi ok sló hörpu gýgjar hirðir, glaðr Eggþér; gól of hánum í galgviði fagrrauðr hani, sá er Fjalarr heitir. |  |

Vad det är som får Fjalar att slå larm omtalas inte. Men namnet "Fjalar" betyder troligen "bedragare". Kan det vara ett falsklarm? När larmet väl har gått tycks det emellertid inte finnas någon återvändo. Budet om Ragnarök fortplantar sig genom alla världar; hos gudarna gal Gullinkambe och ur underjorden hörs Hels sotröda hane skrika. Hals över huvud störtar alla krigare mot den förutbestämda stridsskådeplatsen – och sin egen undergång.

## Beowulfkvädet
Namnet Eggter (Eggþér) förekommer också i Beowulfkvädet. På fornengelska stavas det Ecgþeow och är namnet på Beowulfs fader. Slutledet -þeow är samma ord som nordiskans tegn, och namnet kan betyda "den som tjänar svärdet" eller "den som har svärdet som tjänare". Namnet definierar Eggter som krigare. Harpan, som han trakterar, är ett keltiskt instrument, och kelterna var germanernas dödsfiender. Valet av instrument placerar honom symboliskt bland fienderna. Som representant för Jotunheim tillhör han den "onda" sidan.